# Acaronychidae
Acaronychidae (лат.) — семейство панцирных клещей из надотряда акариформные. Встречаются повсеместно (кроме Ориентальной области).

## Систематика
Семейство Acaronychidae (с учётом синонимизированного с ним семейства Archeonothridae) включает 5 родов с 23 видами. Семейство было выделено в 1932 году Франсуа Гранжаном (François Alfred Grandjean; 1882—1975).
- Acaronychus Grandjean, 1932
- Archeonothrus Trägårdh, 1906
- Loftacarus Lee, 1981
- Stomacarus Grandjean, 1952
  - =Amuracarus Lange, 1975
- Zachvatkinella Lange, 1954